# Alfred Agache (pittore)

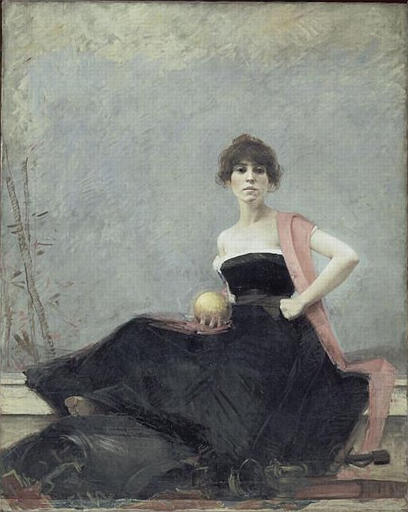
Vanité, 1885

Alfred Agache (Lilla, 29 agosto 1843 – Cour-Cheverny, 15 settembre 1915) è stato un pittore francese.

## Biografia
Alfred-Pierre Joseph Agache nacque in una famiglia di ricchi industriali tessili. Espose più volte al Salon di Parigi. Fu membro della Società degli artisti francesi e conseguì una medaglia di terza classe nel 1885.
Nel 1893 vinse la medaglia d'oro all'Esposizione universale di Chicago dove presentò la Vanité e L'Annonciation. Fu insignito della legion d'onore nel 1895.

## Opere
- 1880: Portrait de femme âgée
- 1883: Portrait de jeune femme
- 1885: L'Annonciation
- 1885: Vanité
- 1885: Fortuna
- 1888: Énigme
- 1889: Jeune fille assise tenant des fleurs dans les bras
- 1895: La Diseuse de bonne aventure
- 1895: La Fortune Teller
- 1896: L'Épée
- 1909: Les Couronnes
- 1910: Étude
- 1911: Les Masques